# Тринклер, Густав Васильевич
Гу́став Васи́льевич Три́нклер (12 (24) апреля 1876 — 4 февраля 1957) — русский и советский учёный и изобретатель, создатель бескомпрессорного дизельного двигателя.

## Биография
Будучи студентом Санкт-Петербургского технологического института, Густав Тринклер начинает разрабатывать проект нового теплового двигателя, работающего на жидком углеродном топливе с воспламенением от сжатия.
Летом 1898 года при переходе на V курс института Тринклер завершил работу над проектом и был принят на Путиловский завод, где очень быстро начал строить первый в мире «бескомпрессорный нефтяной двигатель высокого давления», который он назвал «Тринклер-мотором». В течение 1898 года двигатель был построен, и в 1900 году начались его испытания. Результаты испытания «Тринклер-мотора», спроектированного, построенного и испытанного молодым русским инженером вызвали восхищение специалистов достигнутым блестящим результатом (КПД равен 29 %) и одновременно волну опасений русских и зарубежных производителей тепловых двигателей.
Весной 1902 года новый директор Путиловского завода С. И. Смирнов категорически потребовал прекращения работ по новому двигателю. Сделано это было под нажимом нефтепромышленника Эммануила Нобеля, который ранее (в 1897 году) купил патент на двигатель Рудольфа Дизеля и после целого комплекса работ по усовершенствованию конструкции наладил их серийное производство на принадлежавшем ему механическом заводе «Людвиг Нобель» (потом завод «Русский дизель») в Санкт-Петербурге.
Г. В. Тринклер уезжает строить свои двигатели на завод «Братьев Кертинг» в Ганновере (Германия), где и работает до середины 1907 года главным конструктором. Бесспорные преимущества «Тринклер-мотора», опробованного и освоенного за рубежом, привлекли, наконец, внимание отечественных промышленников. С июня 1907 года Г. В. Тринклер работает начальником отдела тепловых двигателей на Сормовском судостроительном заводе, куда он был приглашен в качестве одного из ведущих специалистов по тепловым двигателям мирового энергомашиностроения.
На заводе Красное Сормово он проработал двадцать лет и оставил заметный след в его истории. Густав Васильевич возглавлял отдел тепловых двигателей. Под его руководством строились двигатели внутреннего сгорания, за которые в 1910 году завод получил Большие золотые медали на выставках в Баку и Екатеринославе. А в советское время был построен первый в СССР мощный двухтактный двигатель для фабрики «Красный Перекоп».
В 1919 году Тринклер приглашен преподавать в Нижегородский политехнический институт. Позже он создаст тут целую школу двигателестроения и возглавит кафедру.  Тринклер был основателем и первым директором машиностроительного техникума, где и по сей день готовят для завода руководителей производства среднего звена. В 1930 году без защиты диссертации ему присваивается ученая степень доктора технических наук, он автор 50 научных работ. В 1934 году Тринклер перешёл на преподавательскую работу в институт водного транспорта, но до конца жизни поддерживал тесную связь с заводом.
В России Тринклер считается создателем Цикла Тринклера. Однако в большинстве других стран мира этот цикл не связывают с именем Тринклера, а называют Seiliger cycle (например, в Германии, Голландии) и Sabathe cycle (в Италии).
Сам Тринклер писал об этом так : «Необходимо указать на неправильно существовавшую терминологию циклов двигателей внутреннего сгорания.
Николай Отто построил в 1876 – 1878 гг. четырёхтактный газовый двигатель с предварительным сжатием смеси и сгоранием при постоянном объёме; но он не является автором такого цикла. Такой цикл много раньше, в 1862 г., предложил французский инженер Альфонс Бо-Де-Роша и описал в выпущенной им брошюре. Можно говорить о двигателе Отто, но нельзя говорить о цикле Отто.
Цикл сгорания топлива при постоянном давлении неправильно именовать циклом Дизеля, так как последний предлагал вести сгорание топлива по изотерме (цикл Карно) и даже запатентовал такой способ сгорания топлива; он притом на своих публичных выступлениях упорствовал в этом.
Что касается наименования цикла смешанного сгорания циклом Сабате, это ещё менее обосновано.
Сабате в 1908 г. заявил в России патент и получил патент №19115 не на цикл, а на особую конструкцию распылителя, который впрыскивает топливо в рабочий цилиндр в два последовательных отрезка времени с целью осуществить цикл смешанного сгорания.
Между тем, уже в 1905 г. были выпущены на рынок двигатели системы Тринклера, которые в полной мере реализовали цикл смешанного сгорания. Таким образом, нет основания связывать реализацию цикла смешанного сгорания с именем Сабате.
…
Наконец в таком авторитетном органе, как «Вестник высшей школы» №4 1949 г., помещено письмо проф. В. Ю. Гиттиса, отвергающего термины – цикл Отто, - Дизеля, - Сабате и подтверждающего приоритет Г. В. Тринклера по реализации цикла смешанного сгорания».

## Награды
- орден Трудового Красного Знамени (30.06.1956)